# Pindos (L65)
Le HHelMS Pindos (pennant number L65) est un destroyer d'escorte de classe Hunt de type III construit pour la Royal Navy, mais mis en service pour la Marine de guerre hellénique pendant la Seconde Guerre mondiale
Le Pindos (grec : ΒΠ Πίνδος) a été construit à l'origine pour la Royal Navy britannique sous le nom de HMS Bolebroke, mais qui n'a jamais été mis en service. Avant son achèvement, il est transféré à la Marine de guerre hellénique et mis en service le 27 juin 1942 sous le nom de HHelMS Pindos afin de soulager les lourdes pertes de navires subies par la Marine de guerre hellénique lors de l'invasion allemande de 1941

## Construction
Le Bolebroke est commandé le 28 juillet 1940 dans le cadre du programme d'urgence de la guerre de 1940 pour le chantier naval de Swan Hunter and Wigham Richardson Ltd. de Wallsend-on-Tyne en Angleterre sous le numéro J4284. La pose de la quille est effectuée le 3 avril 1941, le Bolebroke est lancé le 5 novembre 1941. Il est transféré à la Marine royale Hellénique le 18 mai 1942 et mis en service le 27 juin 1942 sous le nom de HHelMS Pindos.
Les navires de classe Hunt sont censés répondre au besoin de la Royal Navy d'avoir un grand nombre de petits navires de type destroyer capables à la fois d'escorter des convois et d'opérer avec la flotte. Les Hunt de type III se distinguent des navires précédents type I et II par l'ajout de 2 tubes lance-torpilles au milieu du navire. Pour compenser le poids des tubes lance-torpilles, seuls 2 supports de canons jumeaux de 4 pouces ont été installés, le canon en position "Y" a été retiré, le projecteur étant déplacé vers le pont arrière de l'abri en conséquence. Les Hunt de type III pouvaient être facilement identifiés car ils avaient une cheminée droite avec un sommet incliné et le mât n'avait pas de râteau. Quatorze d'entre eux ont vu leurs ailerons stabilisateurs retirés (ou non installés en premier lieu) et l'espace utilisé pour le mazout supplémentaire.
Le Hunt type III (comme le type II) mesure 80,54 m de longueur entre perpendiculaires et 85,34 m de longueur hors-tout. Le Maître-bau du navire mesure 9,60 m et le tirant d'eau est de 3,51 m. Le déplacement est de 1070 t standard et de 1510 t à pleine charge.
Deux chaudières Admiralty produisant de la vapeur à 2100 kPa et à 327 °C alimentent des turbines à vapeur à engrenages simples Parsons qui entraînent deux arbres d'hélices, générant 19 000 chevaux (14 000 kW) à 380 tr/min. Cela donné une vitesse de 27 nœuds (50 km/h) au navire. 281 t de carburant sont transportés, ce qui donne un rayon d'action nominale de 2 560 milles marins (4 740 km) (bien qu'en service, son rayon d'action tombe à 1 550 milles marins (2 870 km)).
L'armement principal du navire est de quatre canons de 4 pouces QF Mk XVI (102 mm) à double usage (anti-navire et anti-aérien) sur trois supports doubles, avec un support avant et deux arrière. Un armement antiaérien rapproché supplémentaire est fourni par une monture avec des canons quadruple de 2 livres "pom-pom" MK.VII et trois  canons Oerlikon de 20 mm Mk. III montés dans les ailes du pont,. Jusqu'à 110 charges de profondeur pouvaient être transportées , avec deux goulottes de charge en profondeur et  quatre lanceurs de charge en profondeur constituent l'armement anti-sous-marin du navire. Le radar de type 291 et de type 285 sont installés, de même qu'une sonar de type 128,. Le navire avait un effectif de 168 officiers et hommes,.

## Histoire

### Seconde guerre mondiale

#### 1942
Après des essais d'acceptation et sa mise en service, le Pindos est affecté à Scapa Flow pour des exercices opérationnels dans la Home Fleet. Le 12 août, le Pindos est affecté à l'escorte de la 28e flotte de débarquement de Milford Haven à Gibraltar, arrivant le 20 août. Le 7 septembre, le Pindos et son navire jumeau (sister ship) Derwent (L83) rejoignent dans le cadre de l'escorte du convoi WS22 lors de son voyage de la Clyde à Freetown, en Sierra Leone, arrivant le 9 septembre. Après avoir poursuivi le voyage avec le convoi WS22, le Pindos et le Derwent se séparent le 18 septembre pour retourner vers Alexandrie en Égypte via l'océan Indien, la mer Rouge et le canal de Suez, via Durban en Afrique du Sud et le port de Kilindini à Mombasa au Kenya.
Voyageant à Alexandrie le 15 novembre, le Pindos rejoint la Mediterranean Fleet (flotte méditerranéenne); et seulement deux jours plus tard, il est affecté avec ses navires jumeaux Aldenham (L22), Beaufort (L14), Belvoir (L32), Croome (L62), Dulverton (L63), Exmoor (L08), Hursley (L84), Hurworth (L28) et Tetcott (L99) en tant qu'escortes pour quatre navires marchands du convoi MW13, dans le cadre de l'opération Stoneage. Il s'agit d'une tentative de ravitailler Malte qui est bloquée par l'ennemi, après l'échec de l'opération Vigorous en juin 1942. Le convoi est attaqué par l'ennemi le lendemain au large de Derna en Libye, qui endommage le croiseur léger Arethusa (26) par une torpille, et doit être remorqué jusqu'à Alexandrie. Le convoi MW13 atteint Malte le 20 novembre et part le lendemain, arrivant à Alexandrie le 22 novembre,.
Le 1er décembre, le Pindos  est réorganisé avec le Aldenham, le Belvoir, le Croome, le Exmoor, le Hursley et le Tetcott dans le cadre de l'escorte du convoi MW14 à destination de Malte. Le convoi est fusionné avec la Force K de Malte le 4 décembre, une force de renforcement pour protéger la capitale, comprenant les croiseurs légers Cleopatra (33), Dido (37) et Euryalus (42) avec les destroyers Javelin (F61), Jervis (F00), Kelvin (F37) et Nubian (F36). Le convoi atteint Malte le 5 décembre, puis part deux jours plus tard pour escorter les convois ME11 de Malte à Alexandrie. Les forces d'escorte comprennent le croiseur léger Orion (85), les destroyers Pakenham (G06) et Petard (G56), le destroyer grec  Vasilissa Olga (D15) ainsi que des destroyers de la classe Hunt. Le 19 décembre, il escorte le convoi MW17 à Malte, et arrive deux jours plus tard. Il quitte Malte pour le convoi ME qui revient le 28 décembre, arrivant à Alexandrie le 31 décembre,.

#### 1943
Le 16 janvier 1943, le Pindos navigue d'Alexandrie dans le cadre de l'escorte du convoi ME16 à Malte. Il arrive et se fixe pour Malte le 26 janvier. Le 27 février, il est transféré à la 5e Division des destroyers pour rejoindre le Aldenham, le Beaufort, le Belvoir et les destroyers d'escorte grecs  Kanaris (L53) et Miaoulis (L91) comme escorte de transport côtier. En mai, le Pindoset son escadron sont transférés à Alger pour mener des opérations d'escorte dans la région de la Méditerranée occidentale.
En juillet, le Pindos est prêt à participer à l'opération Husky, le débarquement allié en Sicile, en Italie. Il rejoint un convoi d'assaut pour atteindre la zone de débarquement, et à partir du 10 juillet, il est mis en place hors de la zone de débarquement pour effectuer des patrouilles de défense aérienne, le soutien de l'artillerie de tir à terre, et le transport d'escorte. Il patrouille également pour empêcher les navires de surface ennemis d'interférer avec les débarquements,.
Après s'être séparé de l'opération Husky en juillet, le Pindos retourne en patrouille et en escorte de transport dans le centre méditerranéen, basé à Malte. Le 21 août, le Pindos et son navire jumeau Easton (L09) sont organisés pour escorter le convoi KMF22 à Gibraltar. Le lendemain, il aide le Easton à localiser et attaquer le sous-marin allemand (U-Boot) U-458, qui attaque le convoi. Lorsque le sous-marin ennemi est contraint de faire surface, il est coulé par le Easton au large de Pantelleria à la position géographique de 36° 25′ N, 12° 39′ E. Les 43 membres d'équipage du U-458 sont secourus. Le Easton lui-même a subi de lourds dommages structurels et doit être remorqué par le Pindos vers Malte.
En septembre, le Pindos participe à l'opération Avalanche, le débarquement allié de Salerne, en Italie. Il est incorporé à la Northern Strike Force et, le 8 septembre, il escorte le convoi d'assaut jusqu'à la zone de débarquement. Le lendemain, Il est au large des côtes de la zone pour des appui d'artillerie pour l'attaque ainsi que pour la patrouille antiaérienne des navires amphibies. Après la fin de la campagne, il est affecté avec son escadron à Alexandrie, en Égypte, pour soutenir d'autres opérations dans la mer Égée,.
Dans le cadre de la campagne du Dodécanèse, le Pindos et ses navires jumeaux Aldenham et Thermitoklis partent d'Alexandrie le 1er octobre pour patrouiller dans le cadre de la flottille Destroyer. Cependant, la force n'a pas pu arrêter les navires allemands de transport de troupes amphibies vers les îles du Dodécanèse. Les 2 et 4 novembre, il aide au transport des fournitures vers l'île de Leros; et le 11 novembre, il subit des frappes aériennes ennemies près de l'île de Kos, mais ne subit aucun dommage. Deux jours plus tard, le Pindos et les destroyers Faulknor (H62) et Beaufort et deux torpilleurs ont cherché sans succès un convoi amphibie ennemi. La force se retire à Alexandrie le lendemain. Le 17 novembre, la Force se retire de l'opération Dodecanese après la capitulation de la garnison britannique,.

#### 1944
Le Pindos continue d'être organisé à Alexandrie pour patrouiller et escorter les convois de transport. À cette époque, un certain nombre de marins grecs sur des destroyers grecs protestent contre l'ordre de se mobiliser à Tarente, en Italie; ils n'ont donc pas participé à l'opération Shingle, le débarquement allié à Anzio, en Italie, en janvier 1944. En avril, plusieurs membres d'équipage ont rejoint le Kriti, le Ierax, le Apostilis et le Sachtouris participent à une mutinerie, appelant le gouvernement grec en exil à étendre sa composition pour la participation du Front de libération nationale,. Des comités révolutionnaires se forment sur les navires.
En juin, le Pindos est mobilisé pour participer à l'opération Dragoon, le débarquement allié dans le sud de la France. Il navigue à Naples en juillet pour des opérations préparatoires et générales, temporairement sous le commandement de la marine des États-Unis, l'US Navy et le 13 août avec ses navires jumeaux Aldenham, Beaufort, Belvoir, Blackmore (L43), Eggesford (L15), Lauderdale (L95) et Whaddon (L45), il  se joint à l'escorte du convoi SM2. La force est arrivée hors de la zone de débarquement le 15 août et le Pindos soutient le débarquement jusqu'au 23 août, date à laquelle il est reconduit dans la flotte méditerranéenne,.
Basés à Alexandrie, le Pindos et les destroyers grecs Thermitoklis, Kriti, Kanaris et Miaoulis participent à des activités de reconquête d'îles dans la mer Égée et libèrent la Grèce lors de l'opération Manna en novembre.

#### 1945
Le Pindos continue à opérer avec la marine grecque comme escorte de transport et à soutenir les opérations militaires en Grèce jusqu'à la fin de la guerre en Europe en mai 1945.

### Après-guerre
Le Pindos continue à être déployé et opéré dans les eaux grecques, pendant la guerre civile grecque, jusqu'à son retour en Angleterre en 1959, et mis au rebut dans un chantier naval grec en 1960,.

### Commandement
- Konstantinos Engolfopoulos a occupé le poste de commandant pendant toute la durée de cette période.